# Nawiedzenie (obraz Rafaela)
Nawiedzenie − obraz włoskiego malarza epoki renesansu Rafaela Santi, przedstawiający scenę spotkania Matki Bożej ze św. Elżbietą. Został namalowany ok. 1516 lub ok. 1517 roku.
Obraz, wielkości 200 na 145 cm, znajduje się w muzeum Prado w Madrycie. Obraz został podpisany przez artystę. W dolnej części dzieła znajduje się inskrypcja: RAPHAEL URBINAS F.[ecit] MARINVS BRANCONIVS F.F..

## Historia
Dzieło zostało zamówione przez protonotariusza apostolskiego Giovanniego Branconio, na życzenie jego ojca Marino Branconio, dla kościoła św. Sylwestra w L’Aquili. Santi przekazał namalowany obraz do dokończenia jednemu ze swoich uczniów, nie jest pewnym czy był to Giulio Romano, czy też Giovanni Francesco Penni. Obraz znajduje się w zbiorach Prado od 1837.

## Opis
Na pierwszym planie widoczne są postacie Maryi i Elżbiety. Obraz przedstawia scenę znaną z Ewangelii według św. Łukasza. Maryja przedstawiona jest jako młoda kobieta, Elżbieta jako starsza osoba, co podkreślić ma wielkość cudu, którego doświadcza, stając się brzemienną. Artysta przedstawił w tle krajobraz ze sceną chrztu Jezusa przez Jana w Jordanie, na obłokach Bóg Ojciec.